# Узкоголовые черепахи
Узкоголовые черепахи, или хитры (лат. Chitra) — род черепах из семейства трёхкоготных черепах.

## Описание

### Внешний вид
Очень крупные водные черепахи. Карапакс у взрослых особей гладкий, уплощённый, округлый. У молодых черепах карапакс с мелкими бугорками и срединным килем, которые исчезают с возрастом. Шея очень длинная, голова маленькая, удлинённая и узкая. Небольшие глаза сильно сдвинуты ближе к рылу, направлены вперёд и вверх. Хоботок короткий. Лапы оснащены сильно развитыми перепонками и острыми когтями. Взрослые самцы отличаются от самок и молодых более длинным и толстым хвостом.

### Распространение
Распространены в Южной и Юго-Восточной Азии.

### Образ жизни
Узкоголовые черепахи ведут полностью водный образ жизни, на берег выходят только для откладки яиц. Предпочитают жить в полноводных, быстротекущих реках с чистой водой и песчаным дном, встречаются и в солёной воде.
Самки откладывают 60—150 яиц.

## Охранный статус
Все виды рода включены в Приложение II Международной конвенции о международной торговле видами дикой флоры и фауны (СИТЕС).

## Палеонтология
Ископаемые остатки рода Chitra довольно хорошо представлены и найдены в частности в плиоценовых отложениях холмов Сивалик в Индии. Сходные с узкоголовыми черепахами ископаемые трёхкоготные черепахи найдены в породах эоценового возраста, но принадлежат ли они непосредственно к роду Chitra не ясно.

## Классификация
В подсемействе Trionychinae род Chitra обычно считается близко родственным большим мягкотелым черепахам (Pelochelys), и недавний анализ подтвердил это, объединив их внутри подсемейства Trionychinae в группу, названную Chitraina.
Ранее в род входил только один вид — Chitra indica. Однако узкоголовые черепахи из Малайзии, Индонезии, Таиланда и Мьянмы, ранее относимые к виду Ch. indica, как недавно показано, представляют собой отдельные виды.
- Chitra chitra
- Chitra indica — узкоголовая черепаха
- Chitra vandijki